# Moulin de La Doré
Le moulin de La Doré, aussi appelé moulin à eau Audet-dit-Lapointe, moulin Audet-dit-Lapointe, moulin des Pionniers, moulin des Poirier et moulin Notre-Dame-de-la-Doré, est un établissement patrimonial dans la municipalité de La Doré, au Québec, construit en 1904 et restauré en 1978. 

## Voir plus